# Oostkappel
Oostkappel (officieel: Oost-Cappel) is een gemeente in de Franse Westhoek in het Franse Noorderdepartement (Frans: département du Nord). De gemeente ligt in Frans-Vlaanderen in de streek het Houtland. Zij grenst aan de gemeenten Hondschote, Bambeke, Killem en Rekspoede in Frankrijk en de dorpskern met de Sint-Nicolaaskerk ligt pal tegen de Belgische grens en het Belgische Beveren-aan-de-IJzer, waarvan het deel dat tegen Oostkappel ligt,  't Kappeltje wordt genoemd. Het is een kleine grensgemeente met op 1 januari 2022 468 inwoners. In Oostkappel is er nog een douanepost, die nu niet meer gebruikt wordt.

## Naam
De naam Oostkappel werd voor de eerste keer vermeld in 1139, toen nog Host-Capple. De naam verwijst naar de ligging van de kapel ten opzichte van Rekspoede.

## Geschiedenis
Oostkappel is altijd een kleine parochie geweest. In de zestiende eeuw heeft zich ook hier de Beeldenstorm voorgedaan waarbij toen de romaanse kerk is vernield. Later is hierna een nieuwe gotische kerk gebouwd, onder meer met zandsteen vanuit de bergen in de streek.
De kerk moest later nog een keer worden herbouwd, nadat zij bijna volledig was afgebroken tijdens Engelse doortocht tijdens de Slag bij Hondschote in 1793. Tijdens de Eerste Wereldoorlog zijn er ook jonge mannen uit Oostkappel naar het front gegaan; waarvan er 9 zijn gesneuveld.

## Geografie
De oppervlakte van Oostkappel bedroeg op 1 januari 2022 3,99 vierkante kilometer; de bevolkingsdichtheid was toen 117,3 inwoners per km².

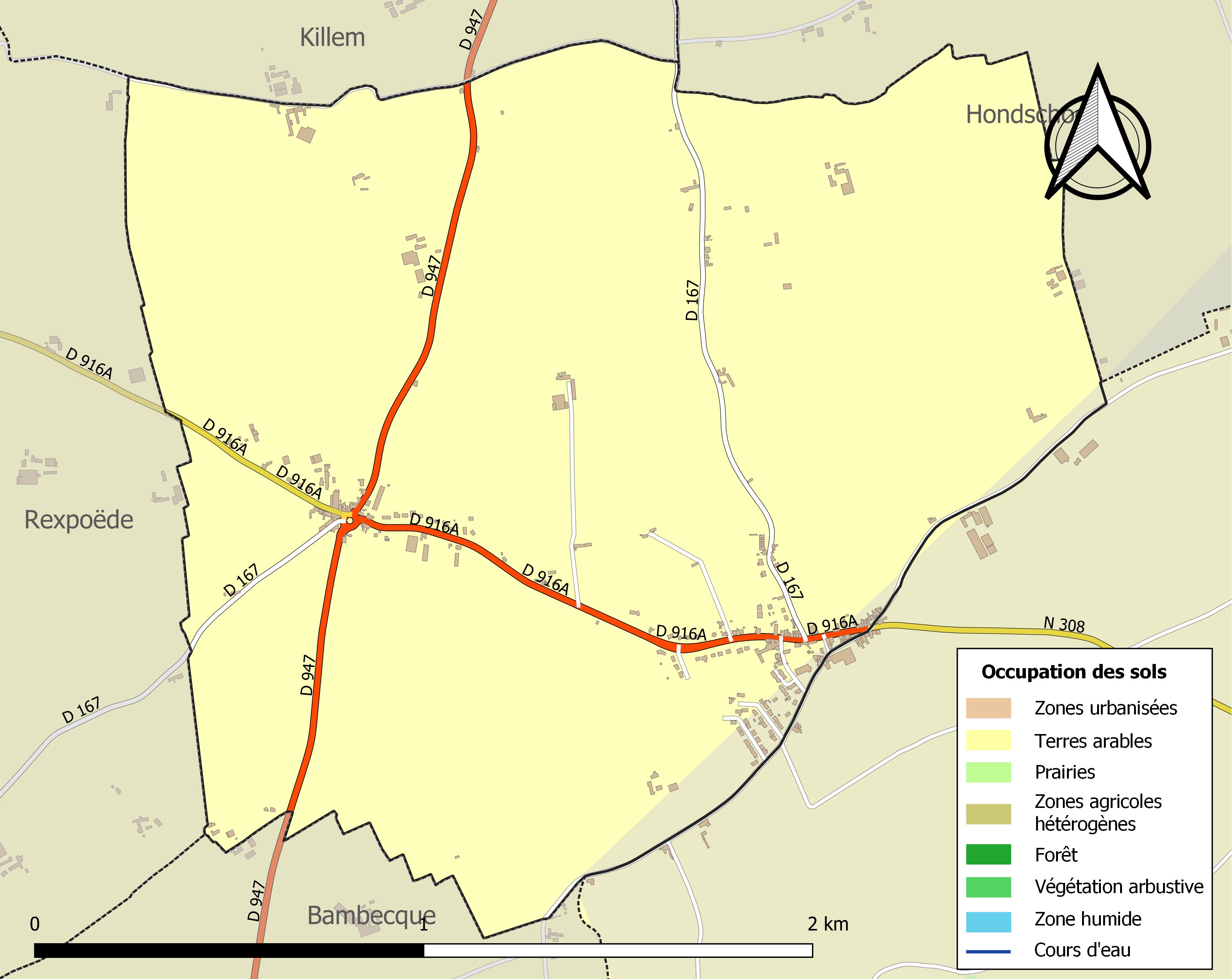
Kaart van de gemeente met belangrijkste infrastructuur, bodemgebruik en omliggende gemeenten

## Bezienswaardigheden
- De Sint-Nicolaaskerk (Église Saint-Nicolas)
- Op het kerkhof ligt een perk met 19 Britse gesneuvelden uit de Tweede Wereldoorlog die bij de Commonwealth War Graves Commission geregistreerd staan onder Oost-Cappel Churchyard.

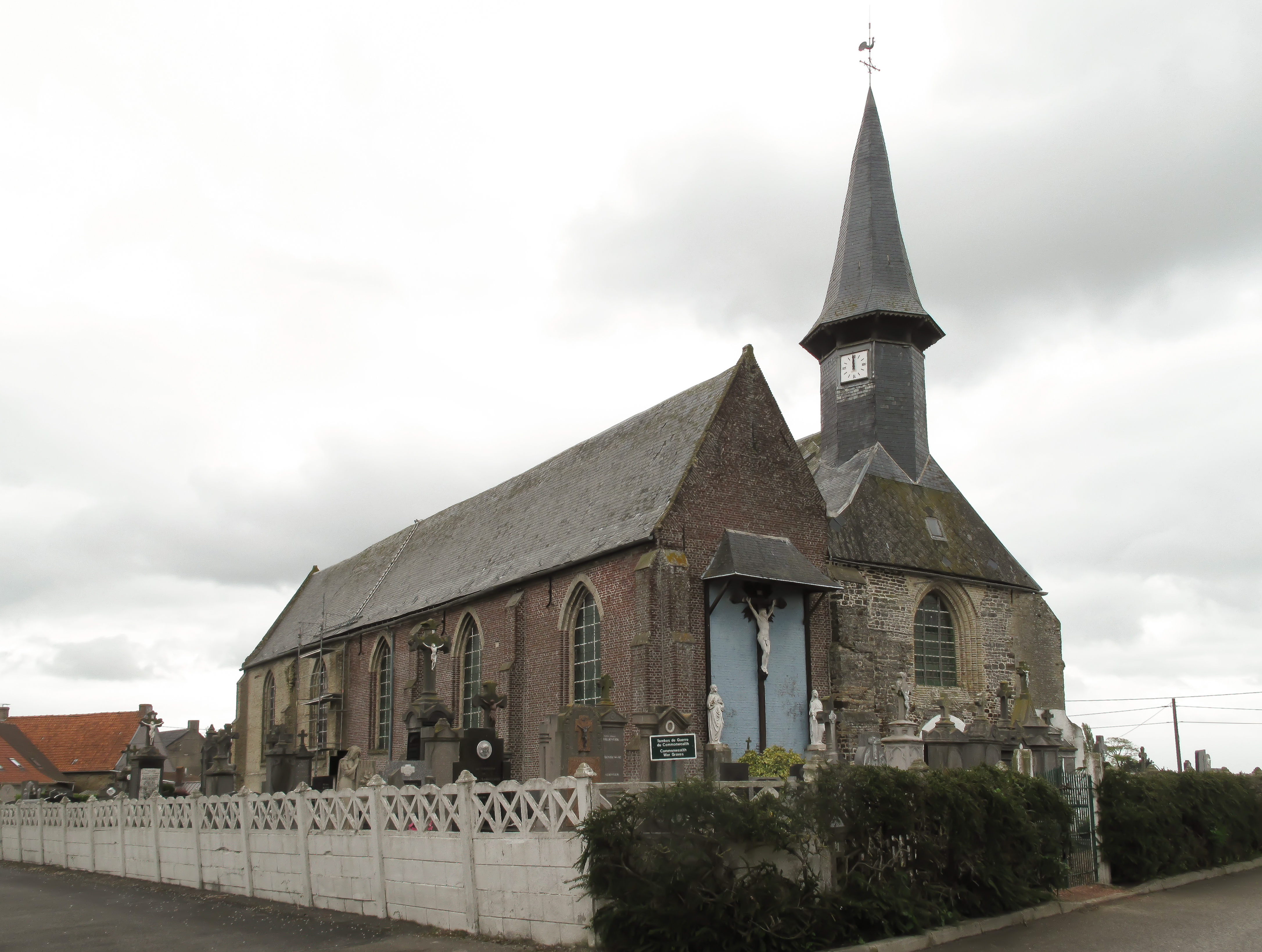
De Sint-Nicolaaskerk
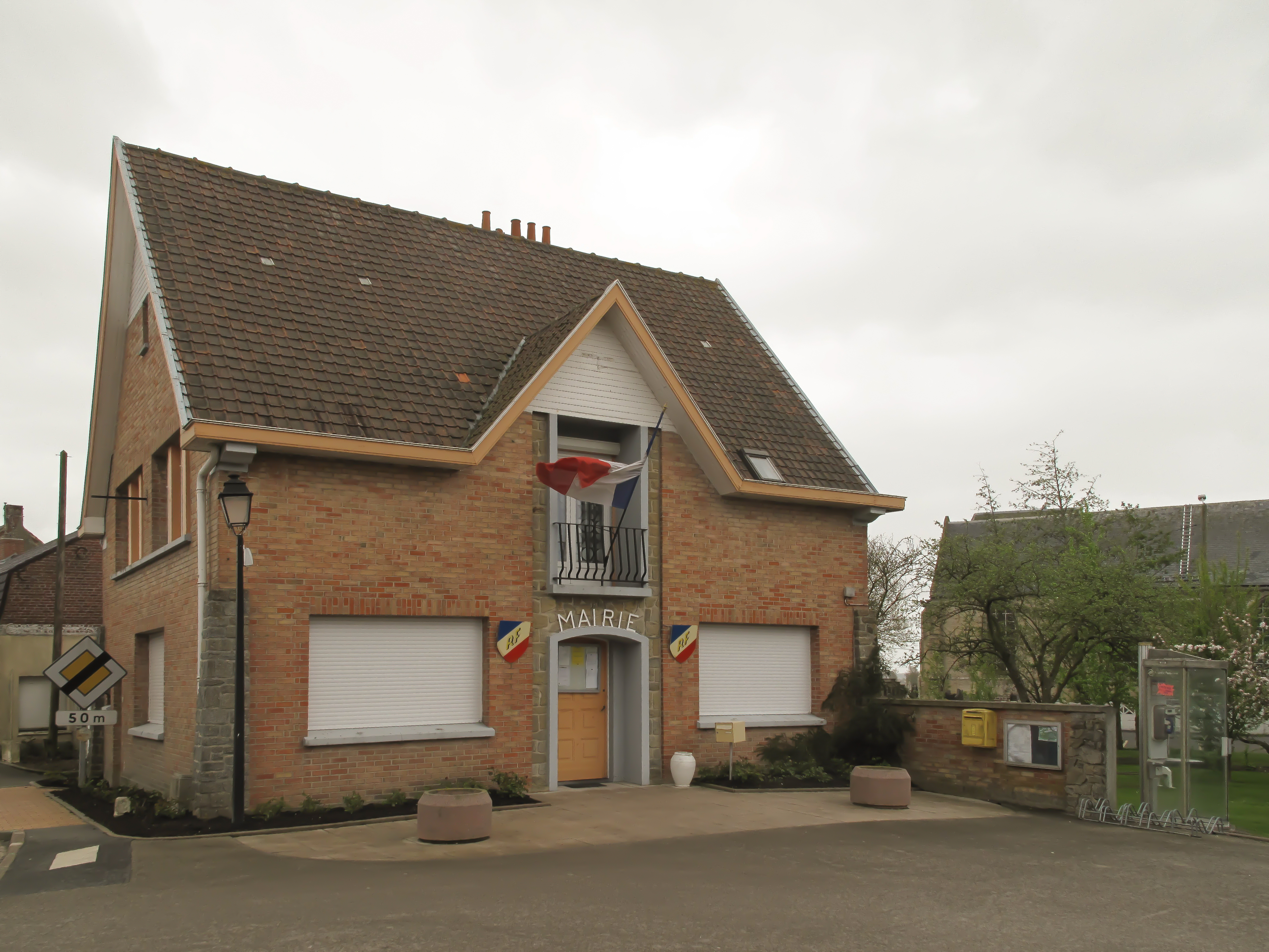
Het gemeentehuis van Oostkappel
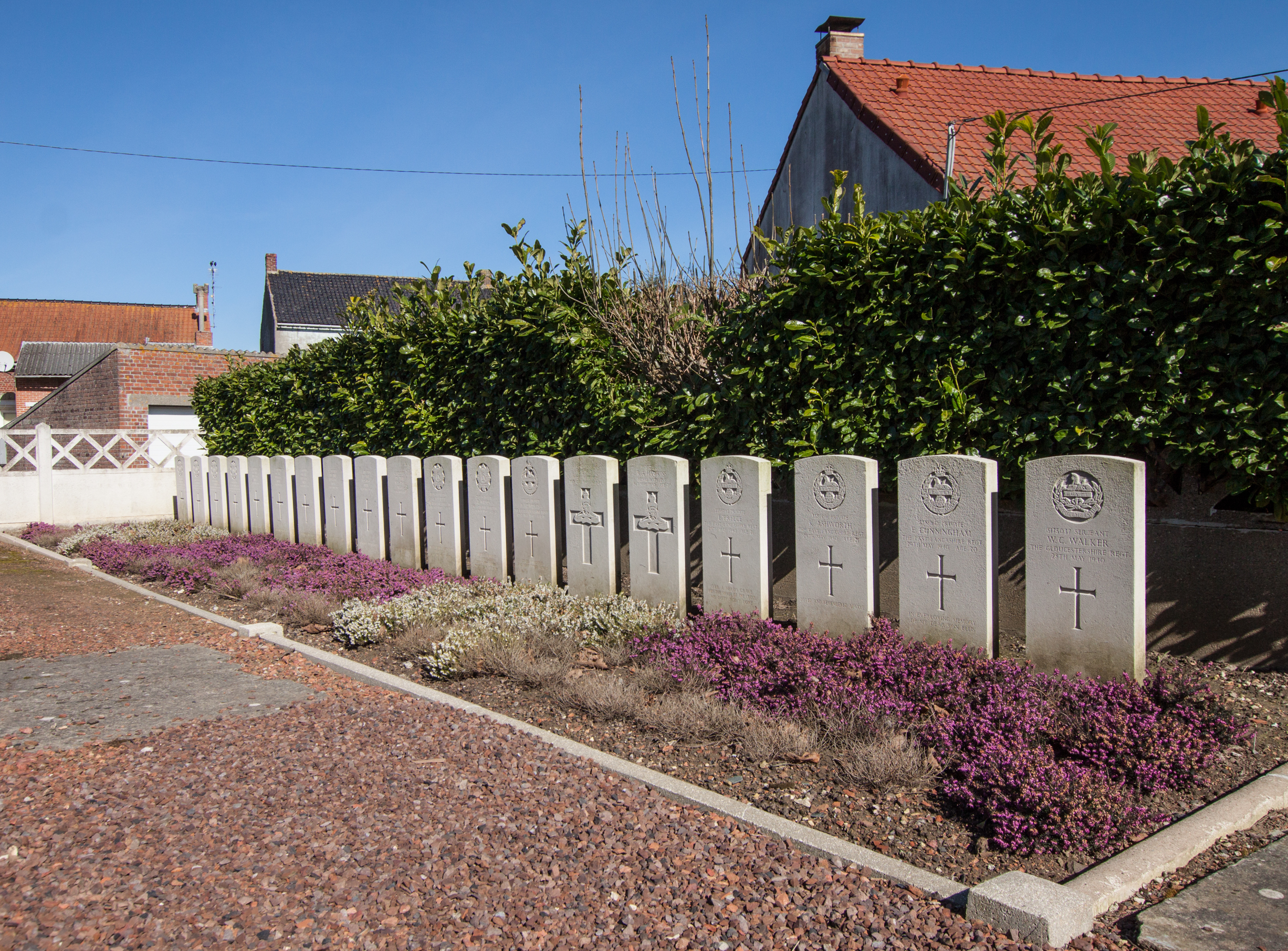
Britse oorlogsgraven

## Natuur en landschap
Oostkappel ligt vrijwel direct aan de Belgisch-Franse grens in het Houtland.

## Nabijgelegen kernen
Rexpoede, Bambeke, Hondschote, Killem, Roesbrugge, Beveren aan de IJzer

## Demografie
Onderstaande figuur toont het verloop van het inwonertal (bron: INSEE-tellingen).